# بيدرو سانتوس
بيدرو سانتوس هو لاعب كرة قدم برتغالي، ولد في 28 يونيو 1976 في كاراكاس في فنزويلا. لعب مع نادي أروكا ونادي بوافيشتا ونادي بيرا مار ونادي جل فيسنتي ونافال.

## وصلات خارجية
- بيدرو سانتوس على موقع قاعدة بيانات كرة القدم.إي يو (الإنجليزية)
- بيدرو سانتوس على موقع Soccerway.com (الإنجليزية)